# فالون

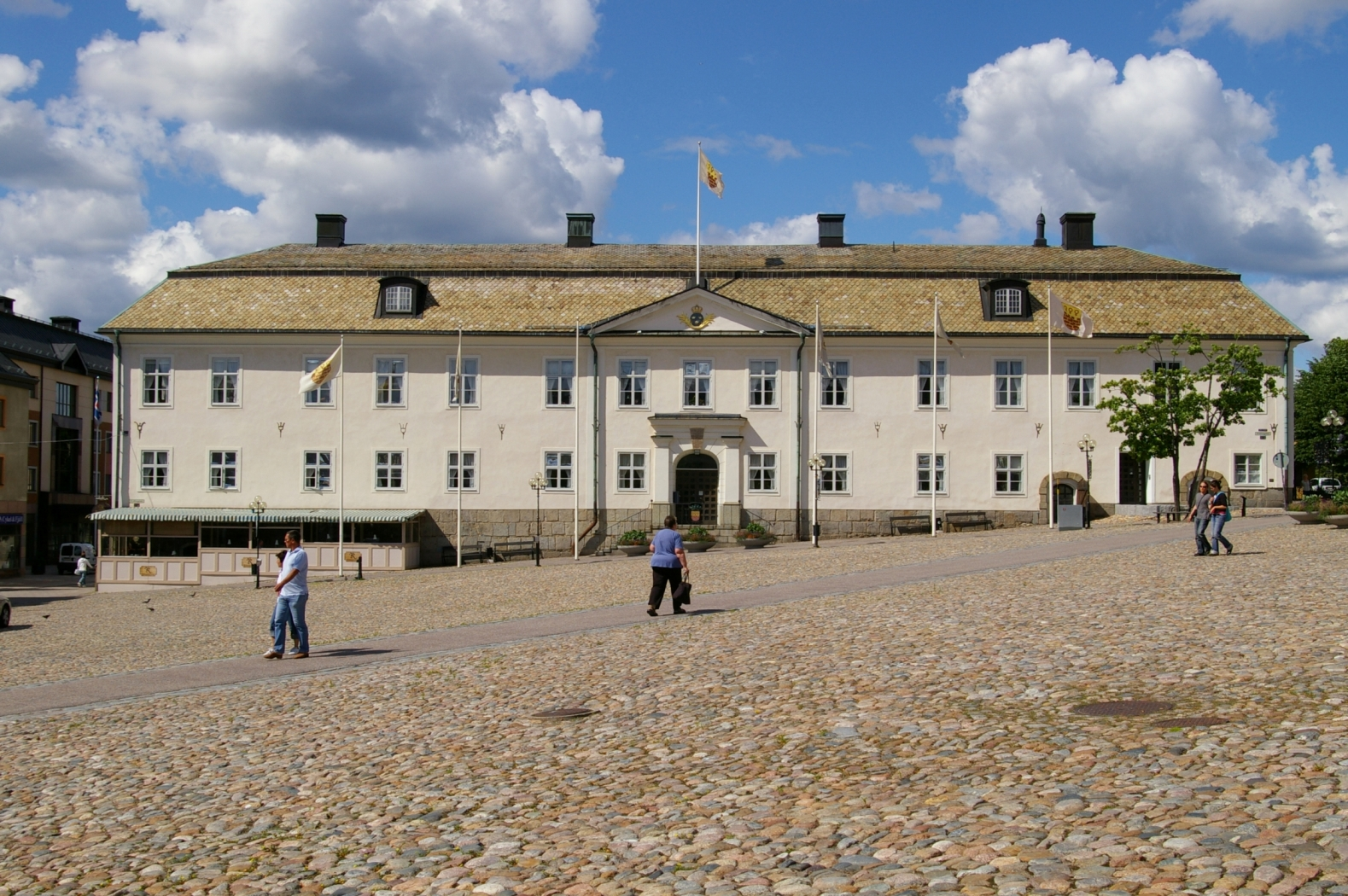
میدان بزرگ شهر فالون

فالون (به انگلیسی: Falun) شهری است در استان دالارنا سوئد که مرکز این استان محسوب می‌شود.
جمعیت این شهر در سال۲۰۱۰ در حدود ۳۷۲۹۱ نفر برآورد شده است و جمعیت کل کمون فالون بالغ بر ۵۹ ۸۳۷ نفر در سال ۲۰۲۱ بوده است. شهر فالون بیست و هشتمین شهر بزرگ در سوئد می باشد که بخشی از این شهر به عنوان میراث جهانی در سال ۲۰۰۱ از سوی سازمان ملل به ثبت رسیده است.

## نگارخانه

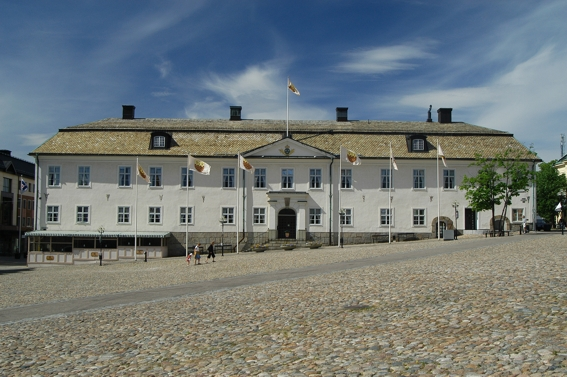
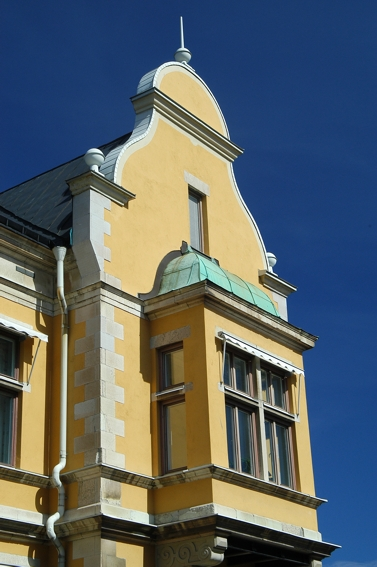
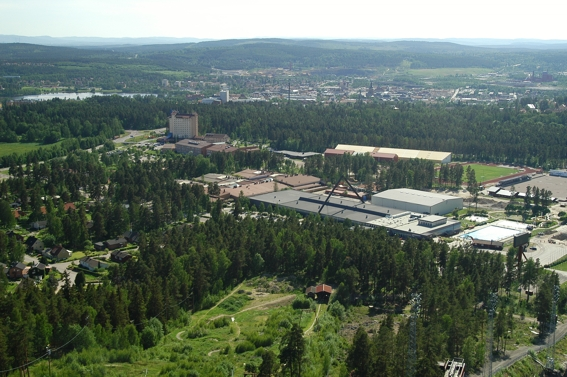
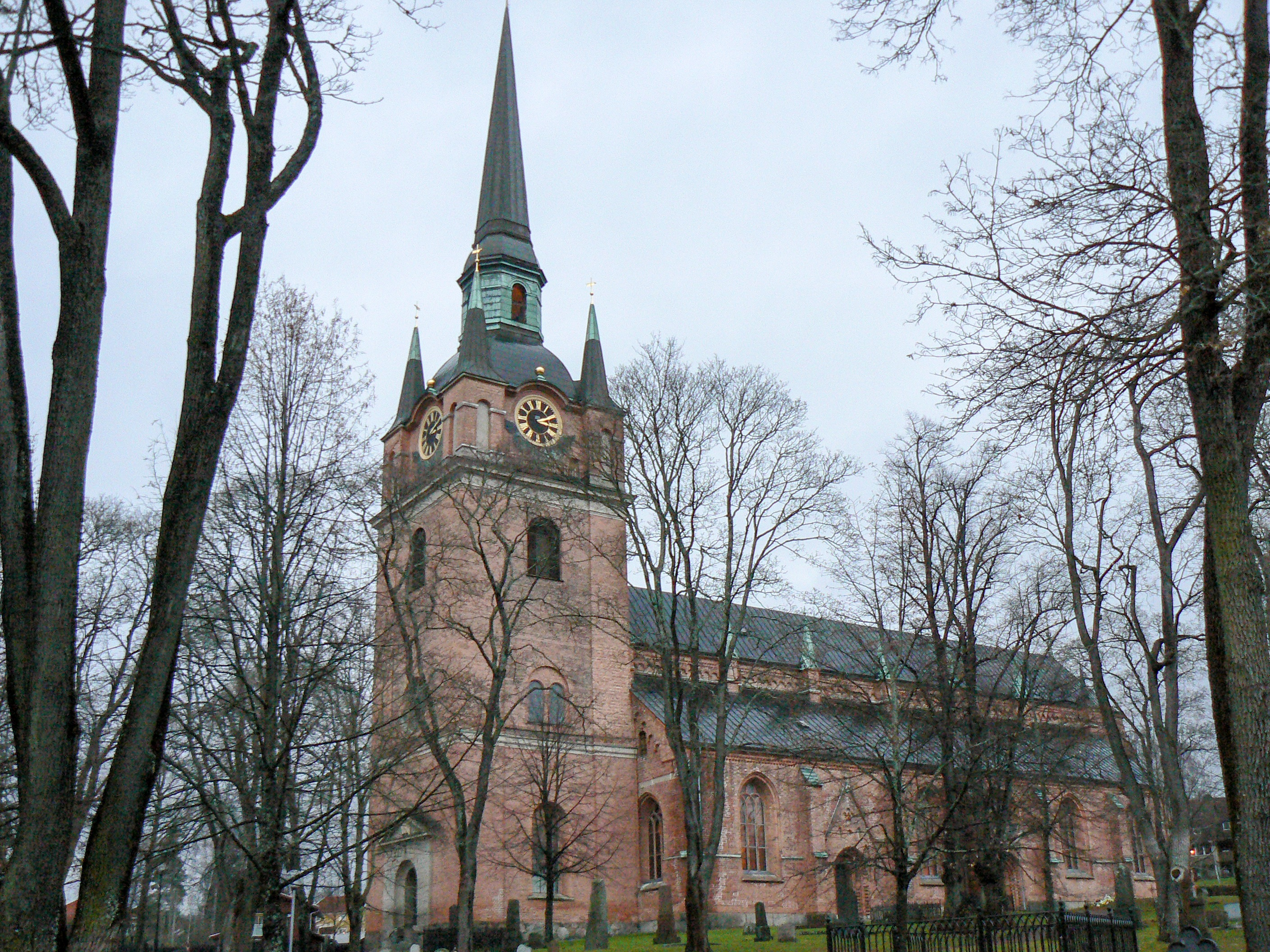
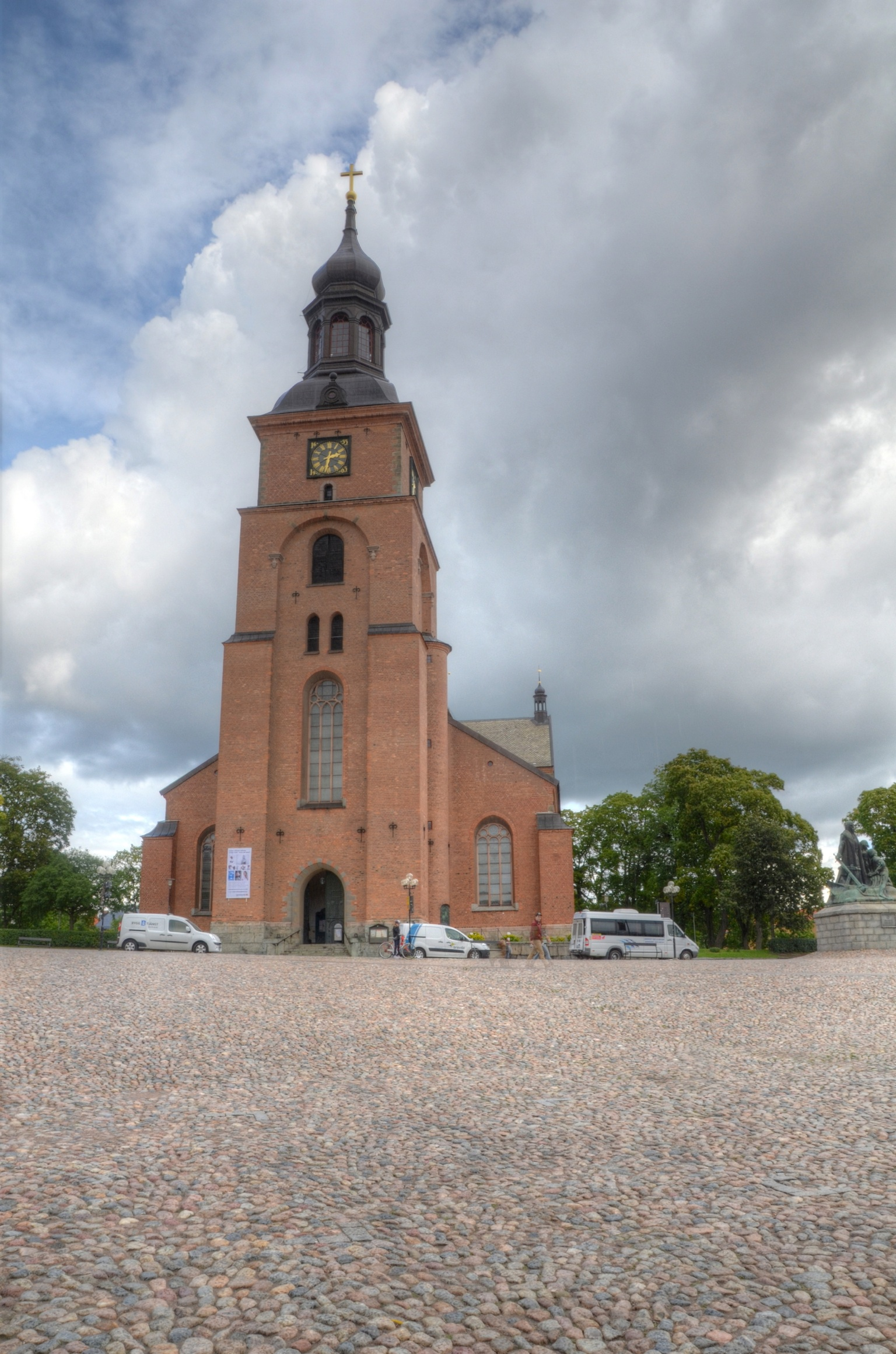